# Torsten Heurlinger

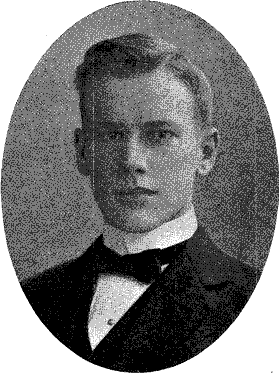
Torsten Heurlinger

Torsten Valter Fredrik Heurlinger, född 31 mars 1893 i Halmstad, död 26 september 1927 på Uppsala hospital, var en svensk fysiker.
Heurlinger blev student vid Lunds universitet 1911, filosofie kandidat 1913, filosofie licentiat 1916 och filosofie doktor 1918 på avhandlingen Untersuchungen über die Struktur der Bandenspektra. Han blev amanuens vid fysiska institutionen i vid samma universitet 1917 och docent i teoretisk fysik 1918. 
Redan våren 1920 nedbröts Heurlinger av en plötsligt utbrytande schizofreni, som för alltid försatte honom utanför de mänskliga intressenas värld. Han är begravd på Uppsala gamla kyrkogård.